# Изгои (телесериал, 2011)
«Изго́и» (англ. Outcasts) — научно-фантастический драматический телесериал 2011 года, снятый телеканалом BBC One.

## Сюжет
Действия происходят в 2060 году на недавно обнаруженной пригодной для жизни планете, где проживает население с Земли, покинувшее свои прежние дома ради новой жизни. Здесь людям дан шанс начать все сначала, извлечь уроки из прежней жизни, не допуская повторения тех же ошибок, что и на Земле. Телесериал повествует о жизни, любви, жадности, пороках и прочих качествах людей, создающих для себя новый мир на чужой планете, которая хранит в себе множество секретов.

## В ролях
- Лиам Каннингем — Ричард Тейт
- Гермиона Норрис — Стелла Изен
- Дэниел Мейс — Касс Кромвель
- Эми Мэнсон — Флёр Морган
- Эшли Уолтерс — Джек Холт
- Эрик Мабиус — Джулиус Бергер
- Лэнгли Кирквуд — Руди
- Майкл Лидж — Типпер Мэлоун
- Jeanne Kietzmann — Лили Изен

## Описание эпизодов
| 1x01 | Эпизод 1 | Бен Ричардс                  | Бхарат Наллури | 7 февраля 2011  |  |  |
| Форт «Хэйвен» ожидает прибытия на Карпатию космического корабля с Земли с группой новых поселенцев, возможно последних. Но радостное событие омрачают проблемы, возникшие с обшивкой корабля, которые могут привести к его разрушению. Тем временем, руководитель разведчиков-исследователей Форта «Хейвен» Митчелл Хобан проявляет подозрительное поведение.                                                                                            |          |                              |                |                 |  |  |
| |          |                              |                |                 |  |  |
| 1x02 | Эпизод 2 | Бен Ричардс                  | Бхарат Наллури | 8 февраля 2011  |  |  |
| Форт «Хэйвен» потерял связь с космическим кораблем. Перед этим капитан корабля сообщил, что от корабля отделились несколько спасательных капсул с людьми на борту. Главе Службы Безопасности (СБ) «Хэйвена» Стелле Изен становится известно, что в одной из спасательных капсул может находиться её дочь. Президент Ричард Тэйт дал распоряжение разведчикам-исследователям и двум агентам СБ, Кассу Кромвелю и Флёр Морган, найти спасательные капсулы. |          |                              |                |                 |  |  |
| |          |                              |                |                 |  |  |
| 1x03 | Эпизод 3 | Бен Ричардс и Саймон Блок    | Омар Мадха     | 14 февраля 2011 |  |  |
| Джулиус Бергер сообщает Стелле Изен, что на космическом корабле летел учёный, исследовавший феномен «Белой Мглы», природного явления, периодически происходящего на Карпатии. Этот учёный, по словам Бергера, был крайне взволнован из-за каких-то сделанных им вычислений и передал Джулиусу свой рукописный дневник, дабы тот мог правильно его использовать на планете.                                                                               |          |                              |                |                 |  |  |
| |          |                              |                |                 |  |  |
| 1x04 | Эпизод 4 | Джек Лотиан                  | Омар Мадха     | 15 февраля 2011 |  |  |
| Ночью около стен форта «Хэйвен» разведчики обнаруживают непонятно откуда явившегося ПВ (перспективный вид). Пришелец не отвечает на задаваемые ему вопросы и очень странно себя ведет. |          |                              |                |                 |  |  |
| |          |                              |                |                 |  |  |
| 1x05 | Эпизод 5 | Бен Ричардс и Джимми Гарднер | Энди Годдард   | 21 февраля 2011 |  |  |
| В форте «Хэйвен» появляется странный старик. Он вовсю «сорит» драгоценными камнями. В колонии начинается «алмазная» лихорадка. Люди грабят друг друга, выменивают драгоценные камни за продукты и другие предметы быта, кто-то отправляется на их поиски. СБ поручено выяснить все о странном незнакомце. Флёр и Касс первыми обнаруживают этого чудака и преследуют его, но вскоре понимают, что этого беглец от них и добивался.                       |          |                              |                |                 |  |  |
| |          |                              |                |                 |  |  |
| 1x06 | Эпизод 6 | Дэвид Фарр                   | Энди Годдард   | 27 февраля 2011 |  |  |
| Пропали три разведчика-исследователя. На поиски пропавших брошены все силы СБ и разведчиков. В это время Тейт пытается выяснить у командира разведчиков Джека при каких обстоятельствах произошло ЧП и какой приказ выполняли эти люди вдали от форта «Хэйвен». |          |                              |                |                 |  |  |
| |          |                              |                |                 |  |  |
| 1x07 | Эпизод 7 | Дэвид Фарр                   | Джеми Пейн     | 6 марта 2011    |  |  |
| Касс находит записку, с угрозой выдать его тайну, в это же время Стелла и Тейт сталкиваются с превосходящей и враждебной формой жизни на Карпатии. |          |                              |                |                 |  |  |
| |          |                              |                |                 |  |  |
| 1x08 | Эпизод 8 | Бен Ричардс                  | Джеми Пейн     | 13 марта 2011   |  |  |
| Странная болезнь некогда уже поражавшая колонистов, вновь вернулась в форт «Хэйвен». На фоне общей тревожности Джулиус пытается выдвинуть вотум недоверия президенту Тейту и развязать войну с ПВ. Но самое опасное ещё впереди: на Карпатию собирается сесть космический корабль с Земли, и люди на его борту намереваются взять власть на планете в свои руки…                                                                                         |          |                              |                |                 |  |  |
| |          |                              |                |                 |  |  |